# Myllenyxis flavartis
Myllenyxis flavartis är en stekelart som beskrevs av Baltazar 1961. Myllenyxis flavartis ingår i släktet Myllenyxis och familjen brokparasitsteklar. Inga underarter finns listade i Catalogue of Life.